# Skin Diamond
Skin Diamond (Los Ángeles, California; 18 de febrero de 1987) es una actriz pornográfica estadounidense que ha trabajado en más de 600 películas. Debutó en la industria como actriz en 2009, a los 22 años de edad.

## Premios y nominaciones
| Año  | Premio          | Resultado | Categoría | Trabajo                         |
| ---- | --------------- | --------- | --- | ------------------------------- |
| 2012 | Premios AVN     | Nominada  | Mejor actriz revelación | —                               |
| 2012 | Premios AVN     | Nominada  | Mejor escena de sexo oral (with Asa Akira)                                                                                                | Orgasmic Oralists               |
| 2012 | Premios AVN     | Nominada  | Mejor escena POV de sexo (with Joanna Angel & James Deen)                                                                                 | POV Punx 4                      |
| 2012 | Premios AVN     | Nominada  | Mejor escena de trío H-M-H (with Mr. Pete & Mark Wood)                                                                                    | Shut Up and Fuck                |
| 2012 | Premios AVN     | Nominada  | Mejor escena de trío M-H-M (with Lily Carter & Chris Strokes)                                                                             | Slut Puppies 5                  |
| 2012 | Premios Urban X | Ganadora  | Female Performer of the Year | —                               |
| 2012 | Premios Urban X | Nominada  | Orgasmic Oralist | —                               |
| 2012 | Premios Urban X | Nominada  | Best 3 Way Sex Scene (with Bella Moretti & Mr. Marcus)                                                                                    | Hitch Hikers 2                  |
| 2012 | Premios Urban X | Nominada  | Best Anal Sex Scene (with Leilani Leeane & Mike Adriano)                                                                                  | Black Anal Addiction            |
| 2012 | Premios Urban X | Nominada  | Best Couple Sex Scene (with Sean Michaels)                                                                                                | Black Diamonds                  |
| 2012 | Premios Urban X | Nominada  | Best Couple Sex Scene (with Lexington Steele)                                                                                             | Porn’s Top Black Models 3       |
| 2012 | XBIZ Award      | Nominada  | Mejor actriz revelación | —                               |
| 2013 | Premios AVN     | Nominada  | Mejor escena de sexo lésbico en grupo (with Bonnie Rotten & Asphyxia Noir)                                                                | Meet Bonnie                     |
| 2013 | Premios AVN     | Nominada  | Mejor escena de sexo lésbico en grupo (with Adrianna Luna & Celeste Star)                                                                 | Mind Fuck                       |
| 2013 | Premios AVN     | Nominada  | Mejor escena de sexo anal (with Nacho Vidal)                                                                                              | Nacho Vidal: The Sexual Messiah |
| 2013 | Premios AVN     | Nominada  | Mejor escena de sexo lésbico (with Lily Carter)                                                                                           | Interracial Lesbian Romance     |
| 2013 | Premios AVN     | Nominada  | Mejor escena de sexo en grupo (with Mika Tan, Brooklyn Lee, Misty Stone, James Deen, Dane Cross & Alex Gonz)                              | Official The Hangover Parody    |
| 2013 | Premios AVN     | Nominada  | Mejor escena de trío M-H-M (with Joanna Angel & Ramón Nomar)                                                                              | Joanna Angel: Filthy Whore      |
| 2013 | Premios AVN     | Nominada  | Artista femenina del año | —                               |
| 2013 | Premios XBIZ    | Nominada  | Artista femenina del año | —                               |
| 2013 | Premios XBIZ    | Ganadora  | Mejor actriz de reparto | Revenge of the Petites          |
| 2013 | Premios XRCO    | Nominada  | Female Performer of the Year | —                               |
| 2013 | Premios XRCO    | Nominada  | Orgasmic Analist | —                               |
| 2014 | Premios AVN     | Nominada  | Artista femenina del año | —                               |
| 2014 | Premios AVN     | Nominada  | Mejor escena de sexo chico/chica (with Prince Yahshua)                                                                                    | Deep Pussy                      |
| 2014 | Premios AVN     | Nominada  | Mejor escena de sexo lésbico (with Kleio Valentien)                                                                                       | The Walking Dead                |
| 2014 | Premios AVN     | Nominada  | Mejor escena de sexo en grupo (with Sarah Shevon, Aiden Starr, Dana DeArmond, Veruca James, James Deen, Jon Jon, Mr. Pete & Tommy Pistol) | Orgy University                 |
| 2014 | Premios AVN     | Nominada  | Mejor escena de sexo en grupo (with Billy Glide, John Strong, Mark Wood, Tommy Pistol & Will Powers)                                      | Skin Diamond: No Limits         |
| 2014 | Premios AVN     | Nominada  | Mejor escena de sexo anal (with L.T.) | Skin                            |
| 2014 | Premios AVN     | Ganadora  | Mejor escena de doble penetración (with Marco Banderas & Prince Yahshua)                                                                  | Skin                            |
| 2014 | Premios AVN     | Ganadora  | Mejor escena de sexo oral | Skin                            |
| 2014 | Premios XBIZ    | Nominada  | Mejor escena en lanzamiento no protagonista (with Marco Banderas & Prince Yahshua)                                                        | Skin                            |
| 2014 | Premios XBIZ    | Nominada  | Artista femenina del año | —                               |
| 2014 | Premios XRCO    | Nominada  | Artista femenina del año | —                               |
| 2014 | Premios XRCO    | Nominada  | Superslut | —                               |
| 2014 | Premios XRCO    | Nominada  | Orgasmic Oralist | —                               |
| 2014 | Premios XRCO    | Nominada  | Orgasmic Analist | —                               |
| 2015 | Premios AVN     | Nominada  | Mejor escena de sexo lésbico en grupo (with Alexis Texas, Asa Akira & Dani Daniels)                                                       | Alexis & Asa                    |
| 2015 | Premios AVN     | Nominada  | Mejor escena de sexo anal (with Rocco Siffredi)                                                                                           | Rocco’s Coming in America       |
| 2015 | Premios AVN     | Nominada  | Mejor escena de doble penetración (with James Deen & Mr. Pete)                                                                            | Performers of the Year 2014     |
| 2015 | Premios AVN     | Nominada  | Mejor actriz de reparto | The Doctor Whore Porn Parody    |
| 2015 | Premios AVN     | Nominada  | Mejor escena de trío M-H-M (with Maddy O'Reilly & Erik Everhard)                                                                          | Maddy O'Reilly Is Slutwoman     |
| 2015 | Premios AVN     | Nominada  | Artista femenina del año | —                               |
| 2015 | Premios AVN     | Nominada  | Estrella mainstream del año | —                               |
| 2015 | Premios AVN     | Nominada  | Mejor escena escandalosa de sexo (with Ryan Madison)                                                                                      | Dark Perversions 3              |
| 2015 | Premios AVN     | Nominada  | Mejor escena escandalosa de sexo (with Roxy Raye, Stoya, Lea Lexis, Wolf Hudson & Rocco Siffredi)                                         | Voracious: Season 2 Volume 4    |
| 2015 | Premios XBIZ    | Nominada  | Artista femenina del año | —                               |
| 2015 | Premios XBIZ    | Nominada  | Mejor actriz protagonista | Killers                         |
| 2015 | Premios XBIZ    | Nominada  | Mejor escena en película protagonista (with Xander Corvus)                                                                                | Killers                         |
| 2015 | Premios XBIZ    | Nominada  | Mejor escena en película lésbica (with Emily Addison)                                                                                     | Killers                         |
| 2015 | Premios XBIZ    | Nominada  | Mejor escena en película de temática especialidades o parejas (with Nick Manning)                                                         | White Witch                     |
| 2015 | Premios XRCO    | Nominada  | Orgasmic Analist | —                               |
| 2015 | Premios XRCO    | Nominada  | Mainstream Adult Media Favorite | —                               |